# Filippo Spinola (generale)
Filippo Spinola Doria, marchese di Los Balbases (Genova, 17 luglio 1594 – Madrid, 8 agosto 1659), è stato un generale, politico e nobile italiano.

## Biografia
Nacque il 17 luglio 1594 a Genova. Era figlio di Ambrogio Spinola, celebre generale genovese al servizio della Spagna, e Giovanna Basadonne. Si sposò con Geronima Doria ed ebbe due figli: Paolo, governatore di Milano, e Giovanna, monaca dell'Ordine della Santissima Annunziata.  
Grazie al prestigio del padre, comandante generale dell'esercito spagnolo nelle Fiandre, Filippo poté facilmente entrare nell'esercito spagnolo e farvi carriera. Partecipò nel 1625 all'assedio contro la città di Breda, nel Brabante Settentrionale, sotto il comando dello stesso Ambrogio. 
In seguito venne mandato nel Ducato di Milano, come comandante di cavalleria, e combatté nella Guerra di successione di Mantova e del Monferrato: cinse d'assedio Casale Monferrato insieme a Gonzalo Fernández de Córdoba e conquistò Pontestura, San Giorgio Monferrato e Rosignano. 
Nel 1630 succedette al padre come II duca di Sesto e II marchese di Los Balbases; l'anno successivo fu insignito del collare dell'Ordine del Toson d'oro.
Nel 1634 prese parte alla Battaglia di Nördlingen a fianco di Diego Messía Felípez de Guzmán, distinguendosi per particolari meriti militari. L'anno seguente fece ritorno a Madrid, dove rimase fino al 1639, quando con lo scoppio delle ostilità tra Francia e Spagna venne nominato capitano generale dell'esercito di Cantabria; nel corso del conflitto riprese la Fortezza di Salses, in precedenza conquistata dai francesi. 
Negli anni seguenti fu un fedelissimo consigliere della Corona spagnola e una figura di primo piano nella scena politica dell'Impero, facendo abitualmente parte del Consiglio di Stato e diventando uomo di fiducia del primo ministro Luis de Haro. Prese anche parte alle trattative per la Pace dei Pirenei. 
Morì a Madrid l'8 agosto 1659. 